# Biozat
Biozat (okzitanisch gleichlautend) ist eine französische Gemeinde mit 923 Einwohnern (Stand 1. Januar 2022) im Département Allier in der Region Auvergne-Rhône-Alpes. Sie gehört zum Arrondissement Vichy und zum Gemeindeverband Saint-Pourçain Sioule Limagne.

## Lage
Der Ort Biozat liegt in der fruchtbaren und waldreichen Landschaft des Bourbonnais in einer Höhe von etwa 360 m. Die Stadt Vichy befindet sich knapp 18 Kilometer nordöstlich. Zur Gemeinde gehören auch einige Einzelhöfe. Das Gemeindegebiet wird von den beiden Flüsschen Châlon und Béron durchquert.

## Bevölkerungsentwicklung
| Jahr                       | 1962 | 1968 | 1975 | 1982 | 1990 | 1999 | 2006 | 2012 | 2022 |
| Einwohner                  | 766  | 680  | 663  | 684  | 716  | 663  | 698  | 758  | 923  |
| Quellen: Cassini und INSEE |      |      |      |      |      |      |      |      |      |

Im 19. Jahrhundert stieg die Zahl der Einwohner von etwa 1100 auf über 1500 an. Aufgrund der Reblauskrise im Weinbau und der Mechanisierung der Landwirtschaft sank die Einwohnerzahl der Gemeinde danach kontinuierlich ab. Die Nähe zur Stadt Vichy und die auf dem Lande deutlich niedrigeren Grundstückspreise haben zu Beginn des 21. Jahrhunderts zu einem leichten Wiederanstieg der Population geführt.

## Geschichte
Der Ort hat wahrscheinlich keltische Ursprünge; die Römer errichteten hier einen Meilenstein (borne milliaire). Im 10. Jahrhundert entstanden drei Hügelfestungen (mottes) zur Sicherung und Kontrolle der Region; aus dem 11. Jahrhundert ist der Ortsname Baizac überliefert. Der Ort und sein Priorat gehörten bis zur Französischen Revolution zum Einflussbereich des Bistums Clermont; sie standen überdies in Abhängigkeit von der Abtei Cluny.

## Sehenswürdigkeiten
- Die ehemalige Prioratskirche und heutige Pfarrkirche Saint-Symphorien ist ein einschiffiger und – mit Ausnahme der Ecksteine, des oberen Teils der Mittelapsis und dem Glockengeschoss des Turmes – aus Bruchsteinen (moellons) errichteter Bau der Hochromanik mit Querschiff, drei Apsiden und oktogonalem Vierungsturm. Die Westfassade ist weitgehend schmucklos gehalten. Das tonnengewölbte Kirchenschiff ist durch einen Chorbogen mit einem Doppelfenster von der auf Trompen ruhenden und leicht erhöhten Vierungskuppel abgegrenzt. Im Bereich der Vierung finden sich mehrere farbig gefasste romanische Kapitelle; in der Apsis wurden bei Restaurierungsarbeiten im 19. Jahrhundert Reste von mittelalterlichen Fresken freigelegt. Der Kirchenbau wurde bereits im Jahr 1862 als Monument historique anerkannt.[1]
- Auf der Nordostseite der Kirche wurden im 19. Jahrhundert der römische Meilenstein mit einer Inschrift aus der Zeit Kaiser Hadrians (121) sowie ein weiterer Stein mit eventuell keltischen Ursprüngen aufgestellt; beide Steine wurden in unmittelbarer Umgebung gefunden und im Jahr 1946 in die Liste der Monuments historiques aufgenommen.[2]

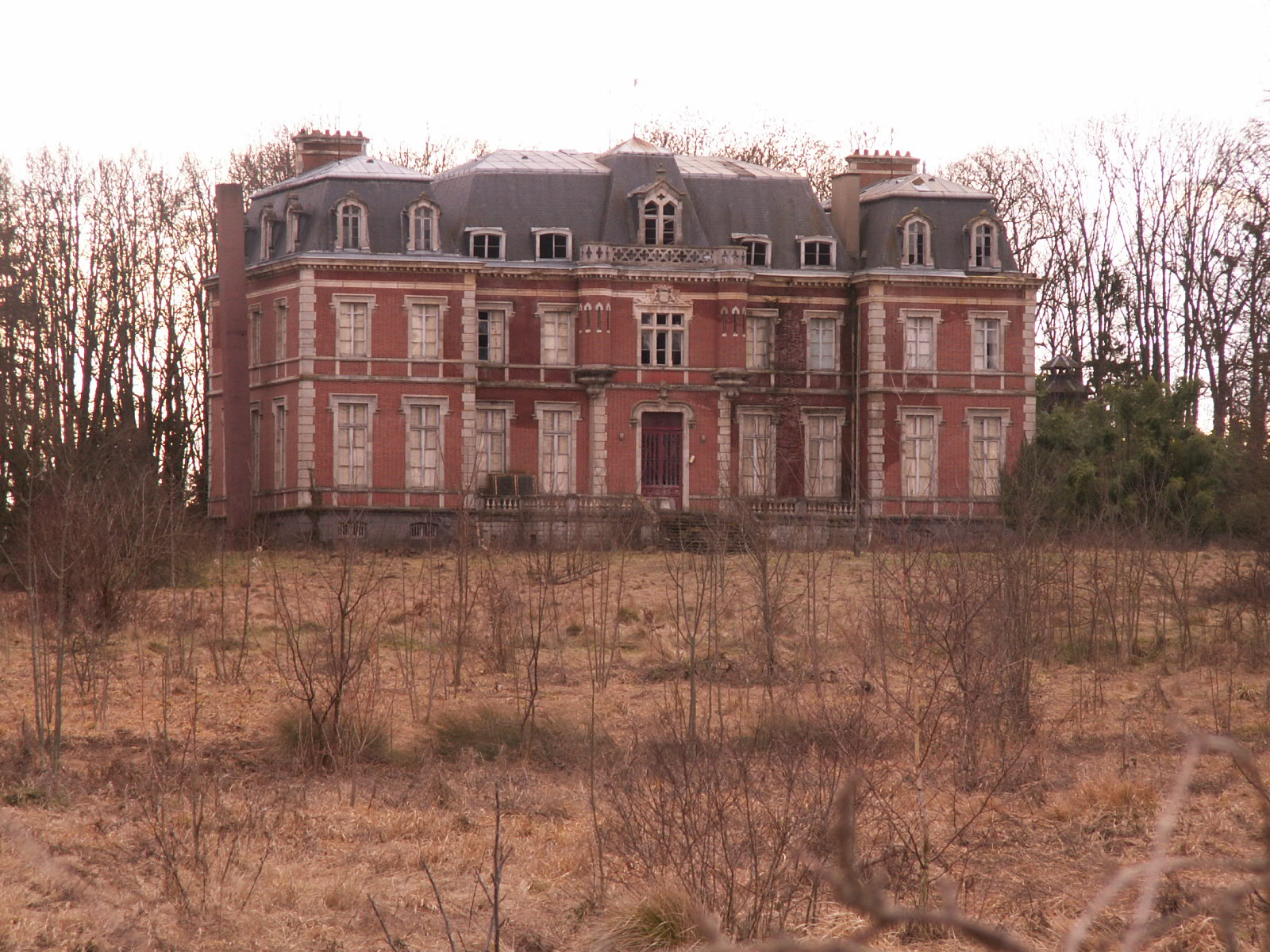
Château des Versannes

- Das Château de Fontnoble ist ein vollkommen symmetrisch angelegtes eingeschossiges Landschlösschen des 18. Jahrhunderts mit Mansarddach. Dahinter befindet sich ein nur unwesentlich kleineres aber ansonsten ähnlich gestaltetes Wirtschaftsgebäude. Der Baukomplex befindet sich in Privatbesitz und dient teilweise als Landhotel; er wurde im Jahr 2007 als Monument historique anerkannt.[3]
- Das zweigeschossige und ebenfalls mit einem Mansarddach versehene Château des Versannes  (auch Château de Biozat) wurde im 19. Jahrhundert erbaut: Der Bau beeindruckt durch seine repräsentative Ziegelsteinarchitektur mit Ecksteinen und Fensterrahmungen aus hellem Sandstein.

## Wirtschaft
Jahrhundertelang lebten die Einwohner von Biozat als Selbstversorger von der Landwirtschaft, zu der auch der Weinbau gehörte; hinzu kamen regionaler Kleinhandel und Handwerk. Während der Reblauskrise gegen Ende des 19. Jahrhunderts kam der Weinbau völlig zum Erliegen, doch werden mittlerweile wieder Rot-, Rosé- und Weißweine produziert, die über die Appellation Val de Loire vermarktet werden. Einige der leerstehenden Häuser des Ortes wurden zu Ferienwohnungen (gîtes) umgebaut.

## Belege
1. ↑  Église Saint-Symphorien, Biozat in der Base Mérimée des französischen Kulturministeriums (französisch)
2. ↑  Borne milliaire et pierre celtique, Biozat in der Base Mérimée des französischen Kulturministeriums (französisch)
3. ↑  Château de Fontnoble, Biozat in der Base Mérimée des französischen Kulturministeriums (französisch)